# Nexia International
Nexia International (Нексиа Интернешнл) — международная частная компания, входящая в десятку крупнейших аудиторских компаний мира, которая объединяет в сеть независимые, бухгалтерские и консалтинговые фирмы, предлагающие профессиональные услуги в области консалтинга, аудита, отчётности по МСФО. Компании, входящие в глобальную сеть Nexia International являются самостоятельными и независимыми юридическими лицами. Офисы компаний — членов сети расположены в более чем 115 странах.

## История
Компания была основана в 1992 году. За первые 15 лет развития сети и слияния в 2007 году с «SC International» сеть образовала девятую по величине ассоциацию бухгалтерских фирм по всему миру и сохранила название «Nexia International». К концу 2007 года совокупный доход сети составил более $ 2,2 млрд, сеть имела 599 офисов в 97 странах и более чем 23000 сотрудников по всему миру. По результатам 2007 года порядка $ 1,78 млрд совокупного дохода сети поступило из Канады, Германии, Мексики, Нидерландов, России, Южной Африки и Швейцарии.
В 2011 году в рейтинге крупнейших юридических и бухгалтерских сетей «Nexia International» занимала 23 строчку с доходом $ 2,2 млрд и общим количеством партнёров 2190, а уже через год — в 2012 году сеть заняла 11 строчку рейтинга и показала рост дохода, увеличив его до $ 2,33 млрд.
В 2017 году в рэнкинге «ТОП-20 Международных Сетей 2017» сеть «Nexia International» заняла десятую строчку, увеличив финансовый результат 2016 года на 4,1 % показав общий доход $ 3,21 млрд.
По состоянию на 2018 год сеть насчитывает 651 офис в 115 странах мира, общее количество персонала составляет 30 757 человек, из них 5 678 человек — административный персонал, 22 242 человека — профессиональные сотрудники, 2 837 человек — являются партнёрами.
В рэнкинге «10 крупнейших компаний бухгалтерского учёта и аудита мира в 2018 году», составленном журналом «Jornal Contábil» «Nexia International» заняла девятую строчку показав финансовый результат $ 3,6 млрд. Те же сведения подтвердил портал «Big 4 Accounting Firms» в рейтинге «Топ-10 крупнейших бухгалтерских фирм по выручке» определив «Nexia International» на девятой строчке рейтинга с выручкой $ 3,6 млрд.

## Ключевые руководители Nexia International
- Кевин Арнольд, главный управляющий
- Поль Гинман, региональный исполнительный директор EMEA
- Рамиро Гонсалес Апулия, региональный исполнительный директор
- Кристин Ким, азиатско-тихоокеанский региональный директор-исполнитель
- Мохаммед Якуб, директор по аудиту[9]